# Valley City (Dakota del Nord)
Valley City è un comune (city) degli Stati Uniti d'America e capoluogo della contea di Barnes nello Stato del Dakota del Nord. La popolazione era di 6 585 abitanti al censimento del 2010.
La città è conosciuta per i suoi numerosi ponti sul fiume Sheyenne tra cui l'Hi-Line Railroad Bridge. Questi ponti hanno guadagnato la distinzione di essere chiamata la "città dei ponti" (City of Bridges). La città è anche la sede della Valley City State University e della North Dakota High School Activities Association (NDHSAA).

## Geografia fisica
Valley City è situata a 46°55′29″N 98°00′20″W (46.924632, -98.005438).
Secondo lo United States Census Bureau, la città ha una superficie totale di 8,96 km², dei quali 8,96 km² di territorio e 0 km² di acque interne (0% del totale).

## Storia
Valley City era originariamente chiamata Worthington, e sotto quest'ultimo nome fu progettata nel 1874 quando la ferrovia fu estesa a quel punto. Il nome attuale deriva dalla posizione della città nella valle del fiume Sheyenne. Nel 1874 fu istituito un ufficio postale sotto il nome di Worthington, e dal 1878 continuò ad operare sotto il nome di Valley City.
Una biblioteca Carnegie fu aperta nel 1903, grazie agli sforzi del "Tuesday Club", un'organizzazione femminile locale.

## Società

### Evoluzione demografica
Secondo il censimento del 2010, la popolazione era di 6 585 abitanti.

### Etnie e minoranze straniere
Secondo il censimento del 2010, la composizione etnica della città era formata dal 95,22% di bianchi, l'1,25% di afroamericani, lo 0,73% di nativi americani, lo 0,82% di asiatici, lo 0,03% di oceanici, lo 0,24% di altre razze, e l'1,72% di due o più etnie. Ispanici o latinos di qualunque razza erano l'1,46% della popolazione.